# Tyra Banks

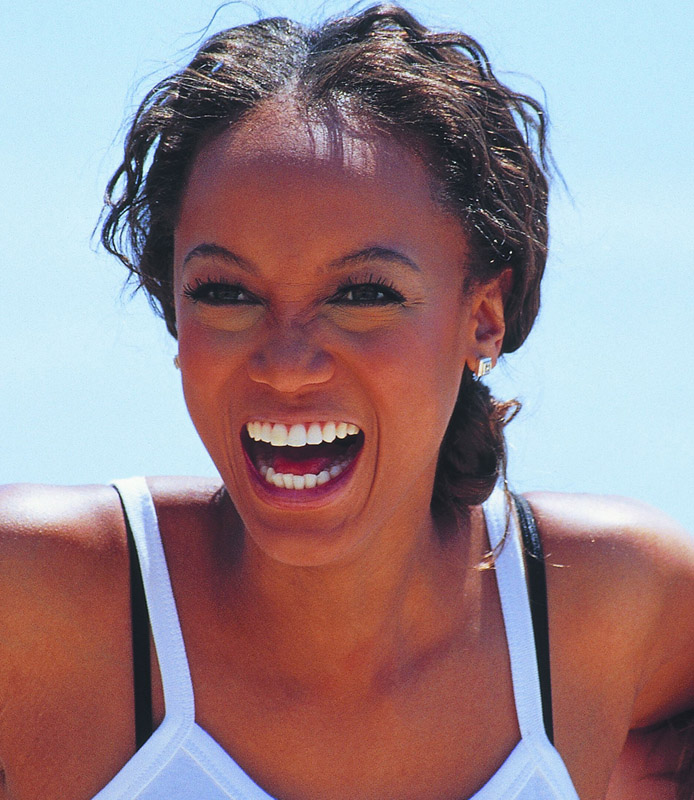
Tyra Banks

Tyra Lynne Banks (n. 4 decembrie 1973 în Inglewood, California) este o actriță, moderatoare TV, cântăreață și fotomodel american. În anul 1997 câștigă premiul "Michael Award" ca cel mai bun topmodel al anului (Supermodel of the Year). Tyra Banks aparține de elita modelelor din SUA. Magazinul People Magazine a ales-o în anul 1994 și 1996 pe lista pe care erau enumerați "50 din cele mai frumoase persoane din lume". Ea moderează emisiunea TV, America’s Next Top Model.

## Date biografice
Tyra Banks a urmat școala e Immaculate Heart High School din Los Angeles, California. În anul 1991 când avea 17 ani a fost descoperită de agenția de modă Elite Model Management. Ea întrerupe școala și se mută la Paris unde va lucra ca manechin.

## Filmografie
| Film         | Film                        | Film                                    | Film |
| Anul         | Filmul                      | Rolul                                   | Note (engleză) |
| ------------ | --------------------------- | --------------------------------------- | --- |
| 1995         | Higher Learning             | Deja                                    | |
| 1999         | Love Stinks                 | Holly Garnett                           | |
| 2000         | Love & Basketball           | Kyra Kessler                            | |
| 2000         | Life-Size                   | Eve Doll                                | TV movie |
| 2000         | Coyote Ugly                 | Zoë                                     | |
| 2002         | Halloween: Resurrection     | Nora Winston                            | |
| 2002         | Eight Crazy Nights          | Victoria's Secret Gown                  | Voice |
| 2007         | Mr. Woodcock                | Herself                                 | Cameo |
| 2008         | Tropic Thunder              | Herself                                 | Cameo |
| 2009         | Hannah Montana: The Movie   | Herself in Women's Shoe Department      | Cameo |
| Television   |                             |                                         | |
| Year         | Title                       | Role                                    | Notes |
| 1993         | The Fresh Prince of Bel-Air | Jackie Ames                             | TV series (credited as "Tyra") - Where There's a Will, There's a Way: Part 1 - All Guts, No Glory - Father of the Year - Blood Is Thicker Than Mud - Fresh Prince After Dark - Take My Cousin... Please - You've Got to Be a Football Hero |
| 1999         | Felicity                    | Jane Scott                              | TV series - A Good Egg - Kissing Mr. Covington - One Ball, Two Strikes |
| 1999         | Just Shoot Me!              | Herself                                 | TV series - Nina Sees Red: Part 1 - Nina Sees Red: Part 2 |
| 2000         | MADtv                       | Katisha Latisha Parisha Farisha Johnson | TV series - Episode #5.17 - Episode #5.25 |
| 2003–present | America's Next Top Model    | Host                                    | Reality TV series created, judged and hosted by Banks |
| 2004         | American Dreams             | Carolyn Gill                            | TV series - Chasing the Past |
| 2004         | All of Us                   | Roni                                    | TV series - O Brother, Where Art Thou? |
| 2005–2010    | The Tyra Banks Show         | Host                                    | Talk show |
| 2009         | Gossip Girl                 | Ursula Nyquist                          | TV series,season 3 - Dan de Fleurette |